# Crematogaster dalyi
Crematogaster dalyi är en myrart som beskrevs av Auguste-Henri Forel 1902. Crematogaster dalyi ingår i släktet Crematogaster och familjen myror.

## Underarter
Arten delas in i följande underarter:
- C. d. dalyi
- C. d. sikkimensis